# Трансцендентність
Трансценде́нтність (іменник) і трансцендентний (прикметник) (лат. transcendens від лат. transcendo — переступати, що переступає чи перевершує, що виходить за межі) — філософський термін, що характеризує те, що принципово недоступне досвідному пізнанню або не ґрунтується на досвіді. Протилежність — іманентність. У широкому сенсі трансцендентне розуміється як «потойбічне» на відміну від іманентного.
Термін «трансцендентний» вживався у філософії Канта для позначення таких понять, як Бог, душа і інших.
У крок з цим терміном йде поняття трансцендентального, яке спочатку характеризувало область абстрактних розумових категорій (таких як річ, суще, істина, добро і т. і.), а пізніше було розвинене Кантом, який став так називати те, що спочатку властиво свідомості: не набуте у процесі досвіду, а, навпаки, зумовлює і визначає можливість будь-якого досвіду.